# Acadian Gas System
Acadian Gas System — газопровідна система у штаті Луїзіана.
Первісно охоплювала невеликий район на південний захід від столиці штату Батон-Руж, постачаючи блакитне паливо індустріальним споживачам та дистрибуційним системам. При цьому вона сполучалась з двома газовими хабами Генрі та Choctaw і підземним сховищем в Наполеонвілі.
На початку 2000-х років мала довжину 1042 милі (разом зі спорідненими системами Cypress та Evangeline) і пропускну здатність до 10 млрд м3 на рік.
В 2011 році спорудили газопровід Acadian Haynesville Extention довжиною 270 миль, який забезпечує подачу до Acadian System продукції зі сланцевої формації Хайнсвіль на півночі штату. Його первісна потужність становила 18,5 млрд м3 на рік з планами розширення до 21,6 млрд м3.